# Ахтари, Аббас Али
Шейх Аббас Али Ахтари (перс. شیخ عباسعلی اختری‎, 7 декабря 1939, Сорхе, Семнан — 31 октября 2022) — иранский аятолла. Он представлял Высшего руководителя Ирана в провинции Семнан, а также был имамом пятничной молитвы в Семнане. Он также представлял людей провинции Хорасан в начале 80-х в первом созыве Исламского консультативного совета (иранского парламента). Позже он представлял население провинции Тегеран в седьмом созыве иранского парламента. Он был членом Совета экспертов с февраля 2021 года по октябрь 2022 года в пятый срок Совета экспертов после смерти Насраллы Шах-Абади. Он был избран на первых промежуточных выборах в Совет экспертов 23 февраля 2020 года.

## Биография
Аббас Али Ахтари родился 7 декабря 1939 года в Сорхе. Получив аттестат об окончании школы в своём родном городе, он отправился в Мешхед, чтобы посещать там хаузу. Он оставался там около 20 лет, прежде чем уехать в Кум, где посещал продвинутые курсы исламоведения в Кумской семинарии, а также преподавал там. У него были проблемы с САВАК до иранской революции, он был арестован за выступления против шаха. Он служил в иранской армии вместе с Акбаром Хашеми Рафсанджани. После революции Рухолла Хомейни выбрал Ахтари своим представителем в провинции Семнан, а также Ахтари возглавил молитвы в Семнане. Он ушёл с этих постов в 2001 году, и Али Хаменеи выбрал Сейеда Мохаммада Шахчераги на его место. Он отбыл два срока в иранском парламенте. Он потерпел неудачу на выборах в Совет экспертов Ирана в 2016 году, однако был избран на промежуточных выборах в 2020 году, заменив Насраллу Шах-Абади.

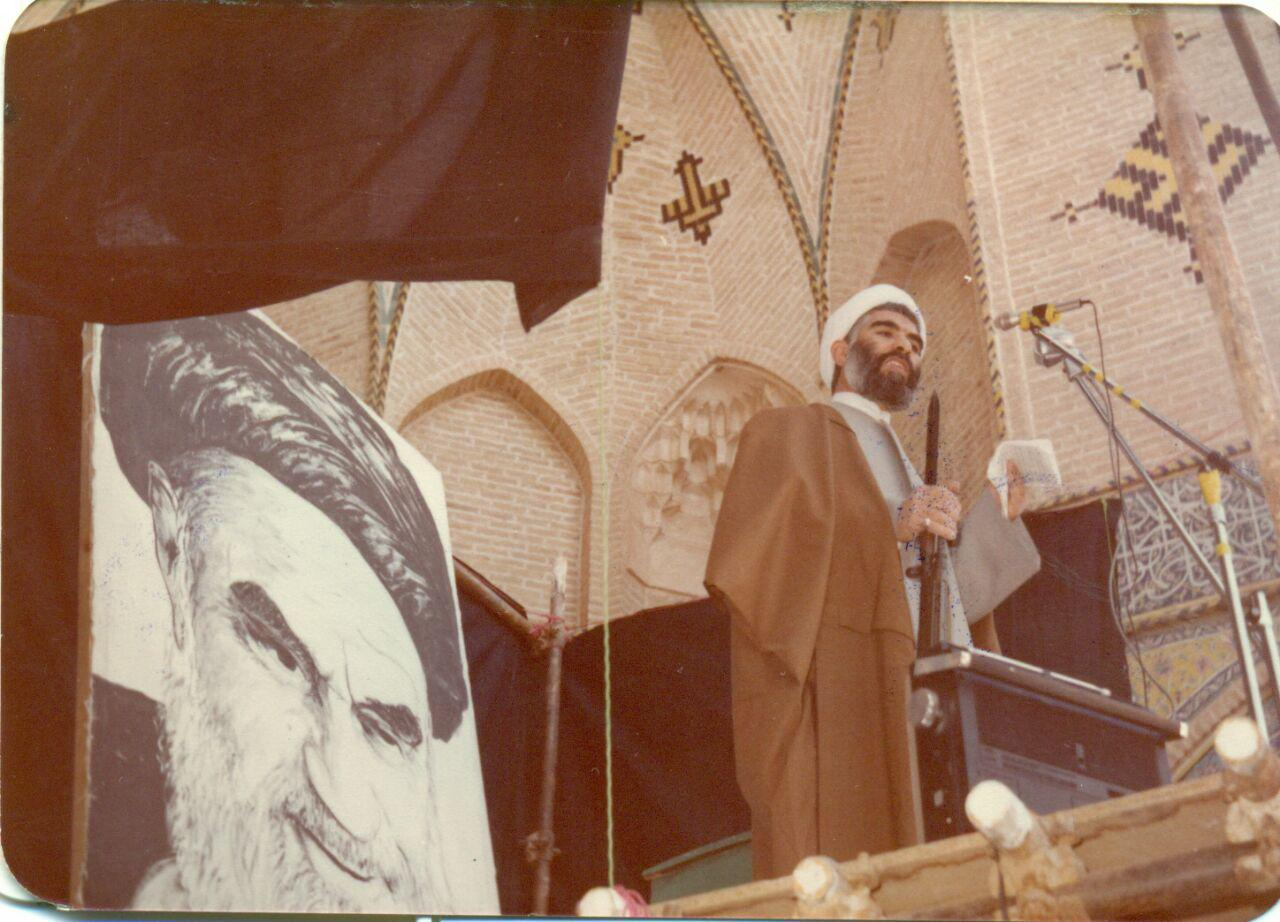
Аббас Али Ахтари произносит проповедь в своей первой пятничной молитве в Семнане, 1981 год.

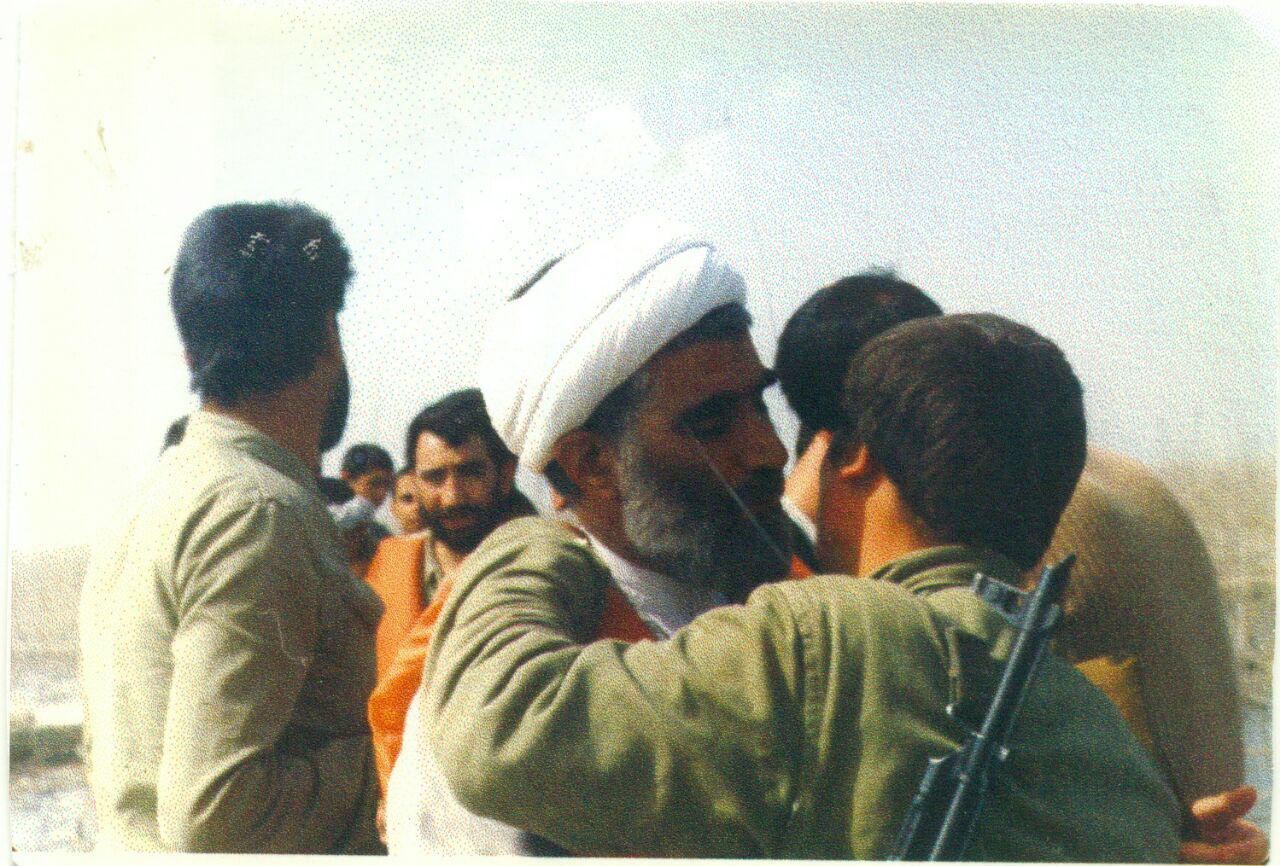
Аббас Али Ахтари приветствует солдат у линии фронта во время ирано-иракской войны.

## Работы
Аббас Али Ахтари за свою жизнь опубликовал несколько работ. Некоторые из них:
- Знакомство с Кораном
- Толи и Табари
- Молодые люди на распутье
- Проявление мудрости в словах непогрешимых (мир им)
- Имамы и возрождение ценностей исламской революции